# Altona (Manitoba)
Altona es un pueblo canadiense situado en la provincia de Manitoba.

## Superficie
Altona tiene una superficie de 9,35 km².

## Demografía
En 2021, tenía 4267 habitantes, una densidad poblacional de 456,3 hab./km², y 1760 viviendas.